# Margaret Delacourt-Smith, Baroness Delacourt-Smith of Alteryn
Margaret Rosalind Delacourt-Smith, Baroness Delacourt-Smith of Alteryn, geb. Hando, JP (* 5. April 1916 in Newport; † 8. Juni 2010) war eine britische Politikerin und Mitglied der Labour Party.

## Leben
Delacourt-Smith wurde unter dem Namen Margaret Rosalind Hando als Tochter von Frederick James Hando geboren. Ihr Vater war Schulleiter, Schriftsteller und betätigte sich auch künstlerisch. Ihre Familie lebte in Newport in Monmouthshire in Wales. Delacourt-Smith besuchte die Newport High School for Girls in ihrer Heimatstadt. Sie studierte ab 1934 Moderne Sprachen mit Schwerpunkt Französisch am St Anne’s College der Universität Oxford. Dort erwarb sie einen Bachelor of Arts und 1937 einen Master of Arts. Sie arbeitete später als Lehrerin.
Delacourt-Smith war von 1962 bis 1965 Ratsmitglied (Councillor) im Bezirk Royal Borough of Windsor and Maidenhead. Von 1962 bis 1967 hatte sie das Amt des Friedensrichters inne.
Margaret Delacourt-Smith war Mitglied sozialer und kultureller Organisationen. Sie engagierte sich insbesondere in der Fabian Society. Verdienste erwarb sich Delacourt-Smith auch durch ihr Mitwirken an der Reform des Strafvollzugs in Großbritannien.
Sie wurde am 5. Juli 1974, insbesondere in Anerkennung ihres Wirkens im Rahmen der Gefängnisreform, mit dem Titel Baroness Delacourt-Smith of Alteryn, of Alteryn in the County of Gwent, zur Life Peeress erhoben und dadurch Mitglied des House of Lords. Ihre offizielle Einführung erfolgte am 16. Juli 1974. Im House of Lords saß sie für die Labour Party. Ihre Antrittsrede hielt sie am 30. Oktober 1974.
In ihrer Antrittsrede nahm Delacourt-Smith Bezug auf mehrere geplante Gesetzesvorhaben. Sie nahm Stellung zu dem unter der Leitung des Wirtschaftshistorikers Henry Phelps Brown dem Parlament vorgelegten Report of the Committee of Inquiry über die Arbeitsbedingungen im Bausektor und im Bauingenieurwesen. Delacourt-Smith unterstützte den Report. Sie kritisierte insbesondere das im Bausektor vorherrschende Subunternehmer-System, die unsicheren Arbeitsverhältnisse von Bauarbeitern, beklagte deren mangelnde Ausbildung und Qualifizierung und forderte eine Verbesserung der Arbeitsbedingungen auf den Baustellen. Im zweiten Teil ihrer Antrittsrede kam Delacourt-Smith auf die Wohnungsknappheit und die Wohnraumsituation zu sprechen. Sie sah die Verbesserung der Wohnbedingungen als eine der dringlichsten Herausforderungen des 20. Jahrhunderts an. Insbesondere sei es Aufgabe der Gesellschaft und der Regierung, Wohnraum für jungverheiratete Paare, Immigrantenfamilien und alleinerziehende Mütter zu schaffen.
Sie war seit 29. April 2002 aufgrund eines durch das House of Lords gewährten Leave of Absence dauerhaft beurlaubt. Bei der Parlamentseröffnung zu Beginn der neuen Sitzungsperiode am 25. Mai 2010 wurde für Delacourt-Smith kein erneuter Leave of Absence mehr bekanntgegeben. Am 14. Juni 2010 gab der Lord Speaker des House of Lords, Baroness Hayman, den Tod Delacourt-Smiths offiziell im House of Lords bekannt.
Margaret Delacourt-Smith war von 1939 bis zu seinem Tod 1972 mit George Delacourt-Smith, Baron Delacourt-Smith verheiratet. In dieser Zeit trug sie den Höflichkeitstitel Baroness Delacourt-Smith. 1978 heiratete sie in zweiter Ehe den Professor Charles Stuart Blackton und nahm den Ehenamen Blackton an. Mit Charles Stuart Blackton lebte sie einige Zeit in den Vereinigten Staaten, kehrte später aber wieder nach Großbritannien zurück, wo sie hauptsächlich in London lebte.